# Mein geliebtes Fräulein
Mein geliebtes Fräulein (spanisch Mi querida señorita) ist ein spanischer Film von 1972 unter der Regie von Jaime de Armiñán. Das romantische Drama über Geschlechtsumwandlung und Intersexualität war der erste spanische Film, in dem die sexuelle Orientierung thematisiert wurde, die in Spanien während des Franco-Regimes ein Tabuthema war. Der Film wurde bei der 45. Oscarverleihung für den Oscar als bester internationaler Film nominiert.

## Handlung
Adela ist eine 43-jährige Jungfrau, die allein in einem abgelegenen Dorf in der nordspanischen Provinz lebt. Sie verbringt ihre Tage mit Nähen und Wohltätigkeitsarbeit. Da sie sich noch nie besonders zu Männern hingezogen gefühlt hat, wird sie in ihrem Haus von ihrem treuen Dienstmädchen Isabel (von ihr liebevoll Isabelita genannt) bedient, die sie abgöttisch liebt.
Eines Tages macht der Direktor der örtlichen Bank Adela den Hof und will sie heiraten. Adela, die sich von seinen körperlichen Annäherungsversuchen abgestoßen fühlt, wendet sich an den örtlichen Pfarrer und gesteht ihm, dass sie, obwohl sie noch nie mit einer Frau zusammen war, sich in der Nähe von Frauen „schämt“. Auf seinen Rat hin beschließt sie, einen Arzt aufzusuchen. Nach einem Streit entlässt Adela Isabel; beim Arztbesuch erfährt Adela, dass sie keine Frau, sondern ein Mann ist. Die ehemalige Adela zieht nach Madrid und nimmt eine neue männliche Identität an, „Juan“.
Nachdem er versucht hat, ohne Papiere Geld zu verdienen, lernt Juan Isabel kennen, die als Kellnerin in einem Café arbeitet. Bald beginnt Juan, seine Nähkünste (die einzige Fähigkeit, die er besitzt) einzusetzen, um ein kleines Einkommen zu erzielen und eine Arbeitserlaubnis zu erhalten. Bald verliebt er sich in Isabel, die seine Gefühle erwidert. Aus Angst weigert er sich jedoch, die Beziehung zu vollziehen. Schließlich gelingt es ihnen, miteinander zu schlafen; danach sagt er ihr, dass er ihr eines Tages etwas „sehr Wichtiges“ sagen werde; Isabelita überrascht ihn mit der Antwort „Das ist nicht nötig, Fräulein“, was zeigt, dass sie sein Geheimnis bereits kennt.

## Produktion
Das Filmprojekt hatte einen langen Entstehungsprozess. Jaime de Armiñán und José Luis Borau, die Co-Autoren des Drehbuchs, schrieben ihre erste Version Mitte 1970 und fertigten bis zu fünf Fassungen an, bevor sie die endgültige Version der Zensurbehörde vorlegten, die überraschenderweise keine Einwände erhob. Lediglich eine Szene, in der sich Monica Randall entkleidet, wurde nach den Dreharbeiten gestrichen. Die Geschichte hat den Vorteil, dass sie alles andeutet und genügend Unklarheiten in der Handlung lässt.
Als Hauptdarsteller wurde von Anfang an José Luis López Vázquez ausgewählt, der nach der Lektüre des Drehbuchs zusagte, obwohl er nach einigen Probeaufnahmen Zweifel hatte und von Borau und Armiñán überzeugt werden musste, die später in einem Interview mit TVE erklärten: „José Luis hatte Angst, sich lächerlich zu machen, dass ich diese Figur nicht beherrschen würde, dass wir uns lächerlich machen würden“. Für die weibliche Rolle wurde López Vázquez von Irene Guerrero de Luna synchronisiert, der Spanischen Stimme von Bette Davis und Marlene Dietrich.
Der Film wurde im Sommer 1971 in verschiedenen spanischen Städten gedreht, unter anderem in den galicischen Städten Tui, Baiona und Vigo und in Madrid, die Vorführgenehmigung wurde am 28. Dezember 1971 erteilt und die Premiere fand am 17. Februar 1972 statt.

## Auszeichnungen
Der Film erregte internationales Aufsehen und wurde 1973 für den Oscar als bester internationaler Film nominiert.